# Shape Shift with Me
Shape Shift with Me is het zevende studioalbum van de Amerikaanse punkband Against Me! Het werd op 16 september 2016 uitgegeven door de labels Total Treble Music en Xtra Mile Recordings. De titel is een verwijzing naar een stukje tekst dat wordt gezongen in het nummer "Norse Truth", wat op de tiende track van het album staat.

## Nummers
1. "ProVision L-3" - 1:55
2. "12:03" - 2:56
3. "Boyfriend" - 3:55
4. "Crash" - 2:35
5. "Delicate, Petite & Other Things I'll Never Be" - 4:17
6. "333" - 3:17
7. "Haunting, Haunted, Haunts" - 2:25
8. "Dead Rats" - 4:08
9. "Rebecca" - 2:38
10. "Norse Truth" - 3:07
11. "Suicide Bomber" - 3:37
12. "All This (And More)" - 3:36

## Band
- Laura Jane Grace - gitaar, zang
- James Bowman - gitaar, achtergrondzang
- Inge Johansson - basgitaar, achtergrondzang
- Atom Willard - drums

### Aanvullende muzikanten
- Marc Hudson - basgitaar (tracks 3 en 11)
- Masukaitenero - achtergrondzang (track 1)
- Béatrice Martin - achtergrondzang (tracks 11 en 12)